# Муниципальный округ № 21
Муниципальный округ № 21 — округ в составе Калининского района Санкт-Петербурга.

## География

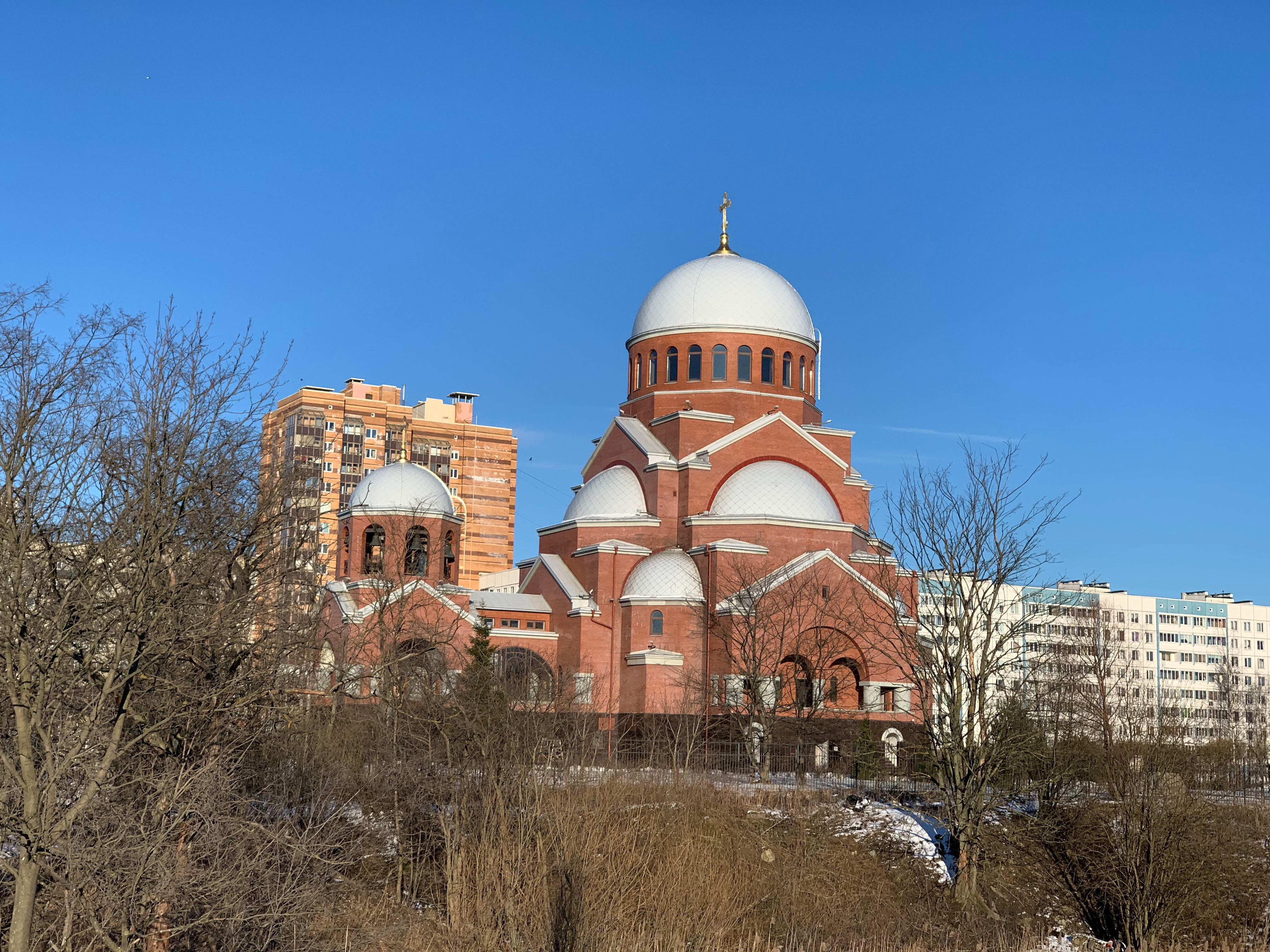
Сретенский храм

Граничит со Всеволожским районом Ленинградской области.
Основные магистрали — Гражданский проспект, Проспект Просвещения, Суздальский проспект, улица Руставели.
Граница проходит: от Муринского ручья по продолжению оси улицы Ушинского, далее по оси улицы Ушинского и её продолжению до границы со Всеволожским районом Ленинградской области. Далее на юго-восток по границе земель Академии коммунального хозяйства «Ручьи» до северной стороны полосы отвода железной дороги Санкт-Петербург — Выборг (Парнасская соединительная ветвь) и далее по ней доходит до железной дороги Санкт-Петербург — Приозерск, пересекает её и доходит до Центральной улицы города Мурино Ленинградской области. Далее по оси железнодорожного переезда до западной стороны полосы отвода Приозерского направления железной дороги, далее по западной стороне полосы отвода Приозерского направления железной дороги до Муринского ручья, далее по оси Муринского ручья до продолжения улицы Ушинского.

## История
Муниципальное образование Муниципального округа № 21 Санкт-Петербурга было создано в феврале месяце 1998 года (выписка из протокола № 11 избирательной комиссии МО-21 об итогах голосования) на основании Конституции Российской Федерации (ст. 3; 130—133),Федерального Закона от 28.08.95 г. № 154 «Об общих принципах организации местного самоуправления в Российской Федерации», законов Санкт-Петербурга от 23.06.97г. № 111-35 «О местном самоуправлении в Санкт-Петербурге» и от 31.12.96г. № 186-59 «О территориальном устройстве Санкт-Петербурга».

## Население
| 2002    | 2010    | 2012    | 2013    | 2014    | 2015    | 2016    | 2017    | 2018    |
| ------- | ------- | ------- | ------- | ------- | ------- | ------- | ------- | ------- |
| 72 403  | ↗76 336 | ↗77 492 | ↗78 193 | ↗79 095 | ↗79 703 | ↗80 119 | ↗80 801 | ↗81 117 |
| 2019    | 2020    | 2021    | 2023    | 2025    |         |         |         |         |
| ↘80 335 | ↘79 525 | ↘79 244 | ↘77 593 | ↘76 698 |         |         |         |         |